# Transgender Europe
Transgender Europe (TGEU) er en ikke-statslig organisation der arbejder for transkønnede rettigheder på europæisk plan. TGEU har medlemsorganisationer i hele Europa, herunder Danmark blandt andet LGBT Danmark og Transpolitisk Forum er medlem. TGEU har også samarbejdet med ILGA Europe (International lesbian, gay, bisexual, trans and intersex association). Den danske forening Trans-Danmark var i 2005 medstifter af TGEU og havde flere poster i Steering Committee frem til 2014, herunder Pia Nielsen, Karin Astrup, Tina Vyum og Erwin Jönck.